# Eugène d'Hautefeuille
Pour les articles homonymes, voir Texier, Famille d'Hautefeuille, Famille Texier d'Hautefeuille et Hautefeuille.
 (mai 2014).
Si vous disposez d'ouvrages ou d'articles de référence ou si vous connaissez des sites web de qualité traitant du thème abordé ici, merci de compléter l'article en donnant les références utiles à sa vérifiabilité et en les liant à la section « Notes et références ».
Eugène Gabriel Louis Texier, comte d'Hautefeuille est un maréchal de camp français, né le 15 juin 1779 à Caen et mort le 15 mars 1846 à Sèvres.

## Biographie
Il est présenté de minorité dans l'ordre de Saint-Jean de Jérusalem le 5 septembre 1789, ou le 5 septembre 1779. Mais la Révolution française dissous le grand prieuré de France et l'ordre de Saint-Jean de Jérusalem en 1792. Bonaparte débarque à Malte les 10 et 11 juin 1798 et supprime l'Ordre qui se réfugie soit à Saint-Pétersbourg soit à Messine. Eugène d’Hautefeuille est alors au maximum âgé de 20 ans, il n'aura pas eu le temps de faire ses quatre caravanes nécessaires pour être chevalier et pouvoir professer ses vœux.
Entré au service en 1808, il fait la campagne d'Espagne, et en 1809, celle d'Allemagne. Il retourne en Espagne en 1810 et fait la campagne de Russie en 1812.
À la Première Restauration, il est chargé de réorganiser le 3e régiment de chevau-légers lanciers le 20 avril 1814, devient chevalier de l’ordre royal et militaire de Saint-Louis et officier de la Légion d'honneur. Il passe ensuite au 2e régiment de lanciers le 30 novembre 1814. Durant les Cent-Jours il se rend à Gand où s’était exilé le roi Louis XVIII. À la Seconde Restauration, il devient colonel des dragons du Calvados en 1815. Passé au corps d’état-major en 1819, il est promu commandeur de la Légion d'honneur en 1821. En 1822, il est nommé colonel du 7e régiment de dragons avec lequel il fait la campagne d'Espagne de 1823, ce qui lui vaut d’être promu maréchal de camp.
En 1830, il reprend du service et le nouveau gouvernement lui confie le commandement du département du Calvados. Il vit ensuite retiré du service dans sa maison de plaisance à Sèvres. Il y meurt en 1846.
Il était marié à Anne Marie Caroline de Marguerye, et beau-frère d'Anne Albe Cornélie de Beaurepaire
Il a également été fait commandeur de la Légion d'honneur.